# Kulturgesellschaft Bergen-Enkheim

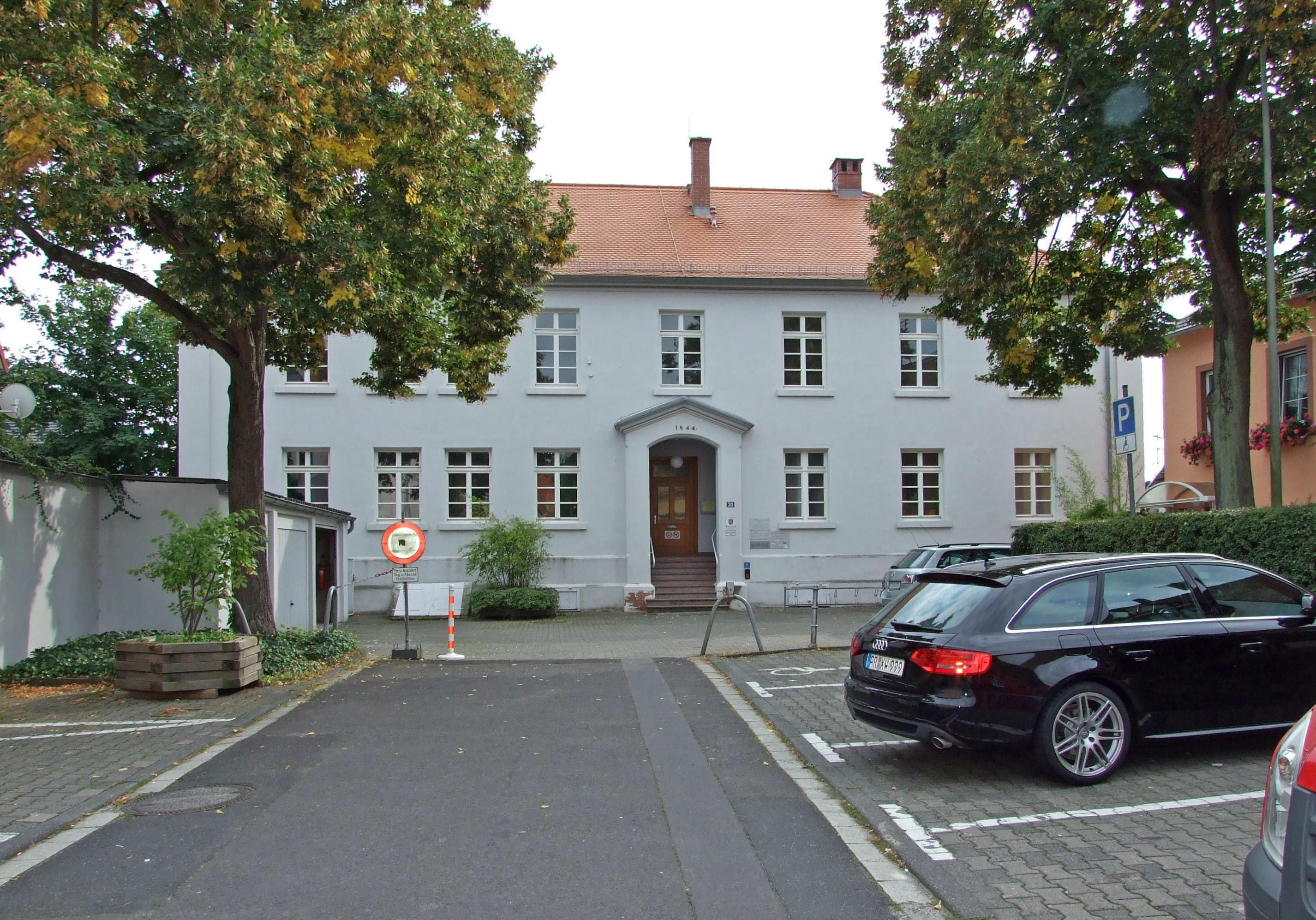
Alte Schule Bergen

Die Kulturgesellschaft Bergen-Enkheim wurde im Dezember 1976 gegründet.
Anlass war die unmittelbar bevorstehende Eingemeindung der selbstständigen Stadt Bergen-Enkheim, am 1. Januar 1977, aus dem Main-Kinzig-Kreis als Stadtteil nach Frankfurt am Main. Bergen-Enkheim gründete zusammen mit der Evangelischen Kirchengemeinde und dem Vereinsring die Kulturgesellschaft Bergen-Enkheim mbH. Absicht war, ein kulturpolitisches Konzept in größtmöglicher Eigenständigkeit auch nach der Eingemeindung nach Frankfurt am Main fortsetzen zu können. Ihr Auftrag ist die Organisation und Durchführung kultureller Veranstaltungen im Frankfurter Stadtteil Bergen-Enkheim. Dazu gehören u. a. der Berger Markt, die jährliche Inthronisation des Stadtschreibers von Bergen und Lesungen in der Nikolauskapelle. 2009 wurde von der Gesellschaft ein Stadtschreiberarchiv eingerichtet in dem von den Anfängen bis zu den neuesten Nachrichten alles zum Preis sowie den Preisträgerinnen und Preisträgern gesammelt wird. Ihre Geschäftsstelle befindet sich im Obergeschoss der Alten Schule in Bergen, über dem Bürgeramt (Meldestelle) von Bergen-Enkheim, in der Marktstraße 30.